# Zoran Janković (voetballer)
Zoran Janković (Servisch: Зоран Јанковић, Bulgaars: Зоран Янкович) (Inđija, 8 februari 1974) is een Bulgaars voetbaltrainer en voormalig voetballer.

## Spelerscarrière

### Clubcarrière
Janković begon zijn carrière bij FK Železnik. Via FK Vojvodina belandde hij in 2000 bij de Bulgaarse eersteklasser Litex Lovetsj, waarmee hij in zijn eerste seizoen de Bulgaarse voetbalbeker won. Janković scoorde twee seizoenen op rij dertien competitiedoelpunten voor Litex, wat hem in 2002 een transfer naar het Chinese Dalian Shide opleverde. De club leende hem in 2004 even uit aan Litex Lovetsj, waarop hij in 2004 voor de tweede keer de nationale beker won. Het jaar nadien viel Janković ook met Dalian Shide in de prijzen: in 2005 won hij naast de landstitel ook de Beker van China.
In 2007 keerde Janković op definitieve basis terug naar Litex Lovetsj. Nadat hij in 2008 zijn derde Beker van Bulgarije won, nam hij definitief afscheid van de club. Na een passage bij Ethnikos Achna sloot hij zijn carrière af bij FK Inđija, de club uit zijn geboortestad.

### Interlandcarrière
Janković maakte op 13 februari 2002 zijn interlanddebuut voor Bulgarije tijdens een vriendschappelijke wedstrijd tegen Kroatië (0-0). Hij plaatste zich met Bulgarije voor het EK 2004 en kwam er in actie in elke groepswedstrijd.
Met zijn 30 interlands is Janković de op een na meest gecapte Bulgaarse international die buiten Bulgarije geboren is, na Predrag Pažin.

## Trainerscarrière
Nadat hij in januari 2011 de schoenen aan de haak hing, werd Janković trainer van FK Inđija. Drie maanden later eindigde de samenwerking. Na passages bij FK Banat Zrenjanin en FK Novi Sad keerde Janković terug naar China, waar hij aan de slag ging als trainer van het pas opgerichte Heilongjiang Lava Spring FC. Na zijn vertrek daar bleef hij aan de slag in Azië: van 2017 tot 2018 was hij assistent-bondscoach en tevens beloftentrainer van Thailand.